# ۲-اتر آراکیدونویل گلیسیرین

ساختار شیمیایی ۲-اتر آراکیدونویل گلیسیرین

۲-اتر آراکیدونویل گلیسیرین (به انگلیسی: 2-Arachidonyl glyceryl ether) با فرمول شیمیایی C۲۳H۴۰O۳ یک ترکیب شیمیایی با شناسه پاب‌کم ۶۴۸۳۰۵۷ است. که جرم مولی آن ۳۶۴٫۵۶ گرم بر مول می‌باشد. 